# Азріелі-Сарона
Азріелі Сарона (івр. מגדל עזריאלי שרונה) — хмарочос в Тель-Авіві, з 2016 року - найвища будівля Ізраїлю. Розташований на Дерех Бегін в комплексі Сарона.

## Форма
Будівля має «скручену» форму. Прямокутна бетонна серцевина обгорнута двома вертикальними блоками, в яких розташовані зміщуються ряди поверхів. Горизонтальні перетину цих блоків - прямокутні трапеції, зміщені один щодо одного. У міру наближення до верхніх поверхів, разом з поворотом проти годинникової стрілки, взаємне зміщення трапецій змінюється на протилежне. Вигинаючись навколо двох різних осей, профіль скляній вежі в міру підйому повертається в бік моря, в той час як підстава будівлі лежить паралельно існуючої сітці вулиць. Під час будівництва, особливо до облицювання поверхів, вежа справляла враження «падаючої», її порівнювали з Пізанської вежею.

## Будівництво
У травні 2011 року Azrieli Group виграла тендер Управління земельних ресурсів Ізраїлю на будівництво на ділянці площею 9,4 дунамів 180-метрового офісної будівлі загальною площею 82,710 м² (включаючи 6700 м² для комерційного використання) за 522 млн шекелів.
У 2012 році Azrieli Group звернулася до Регіонального комітету з планування та будівництва Тель-Авівського округу з проханням розширити площу, призначену для комерційного використання, на 3300 м² за рахунок офісів. Комітет прийняв прохання, але зажадав, щоб був побудований восьмий поверх підземної стоянки. У зв'язку з очікуваною високою ціною (70 млн. Ш.) І збільшенням термінів будівництва було досягнуто компромісу, згідно з яким замість восьмого поверху стоянки 500 паркувальних місць буде виділено для громадського користування за ціною не вище ціни парковок муніципальної фірми Ахузот-ха-Хоф для жителів Тель-Авіва. Семиповерхова підземна стоянка буде мати в загальній якої складності 1600 паркувальних місць, а на перших трьох поверхах розташовуватиметься торговий центр. На 33-37 поверхах буде побудований респектабельний готель.
Наріжний камінь було закладено Давидом Азріелі в церемонії 12 березня 2012 года. За планом 2006 року на цьому місці мало бути споруджено будинок на 75 м нижче, але в 2013 році Регіональний комітет з планування та будівництва Тель-Авівського округу затвердив замість нього будівництво будівлі висотою 255 м над рівнем моря (тобто 238,5 м над рівнем землі).
Будівництво обійшлося в 1,7 млрд. Шекелів. У ходестроітельства загинули двоє турецьких робітників у двох різних нещасних випадках.

## Використання
У червні 2016 року у 60% будівлі вже були укладені договори про оренду. Серед майбутніх і передбачуваних орендарів - Amazon (11 поверхів), Facebook і інші.
У 2015 році Азріелі Group підписала з Africa Israel Investments угоду про оренду 33-37 поверхів протягом 20 років для створення бізнес-готелю. Готель буде налічувати 160 номерів і буде відділений від офісних поверхів, буде мати окремі ліфти і окреме лобі з рестораном і бізнес-зал. Africa Israel Investment заплатила 250 млн ш. за домовленістю і буде інвестувати ще 50 млн. шек. в будівництво.